# 王炯 (1964年)
王炯（1964年9月—），男，汉族，河南信阳市淮滨县人，中华人民共和国政治人物。武汉理工大学管理科学与工程专业毕业，工程硕士。曾任重庆市政协主席，现任重庆市人大常委会主任。中共十八、十九大代表，第十九届中央候补委员，第十三届全国政协委员。

## 生平
1981年9月，在武汉钢铁学院（现武汉科技大学）冶金系压力加工专业学习。1984年11月加入中国共产党。1985年7月毕业后参加工作，分配到武汉钢铁公司，历任冷轧厂轧钢一车间技术员；冷轧厂平整车间副主任、党支部书记；冷轧厂宣传部副部长；冷轧厂轧钢一车间副主任；冷轧厂轧钢一车间主任；冷轧厂轧钢一车间主任；冷轧厂全面质量管理办公室（全质办）副主任；冷轧薄板厂厂长助理；冷轧薄板厂副厂长；武汉钢铁集团组织部副部长；武汉钢铁股份有限公司副总经理兼冷轧薄板厂厂长等职务。
2000年5月，任武汉钢铁（集团）公司副总经理。2002年9月，任武汉钢铁（集团）公司党委书记、副总经理兼武汉钢铁（集团）公司党校校长。
2008年10月17日，中国工会十五大在北京开幕。同年10月19日，大会选举产生中华全国总工会第十五届执行委员会和经费审查委员会。10月20日，中华全国总工会第十五届执行委员会第一次全体会议选举他出任副主席、书记处书记。2011年8月，转任中共安徽省委常委、组织部部长。2014年8月，调任中共江苏省委常委、组织部部长。2017年5月，升任中共河南省委副书记。2017年10月，中国共产党第十九次全国代表大会上当选中国共产党第十九届中央委员会候补委员。
2018年1月29日，當選重庆市政协主席。2022年1月16日，有媒体报道称其在重庆“两会”作政协工作报告时突发心脑血管疾病晕倒。2023年1月15日，卸任重庆市政协主席职务。
2023年1月17日，转任重庆市人大常委会主任。